# Quartier d'affaires de Francfort

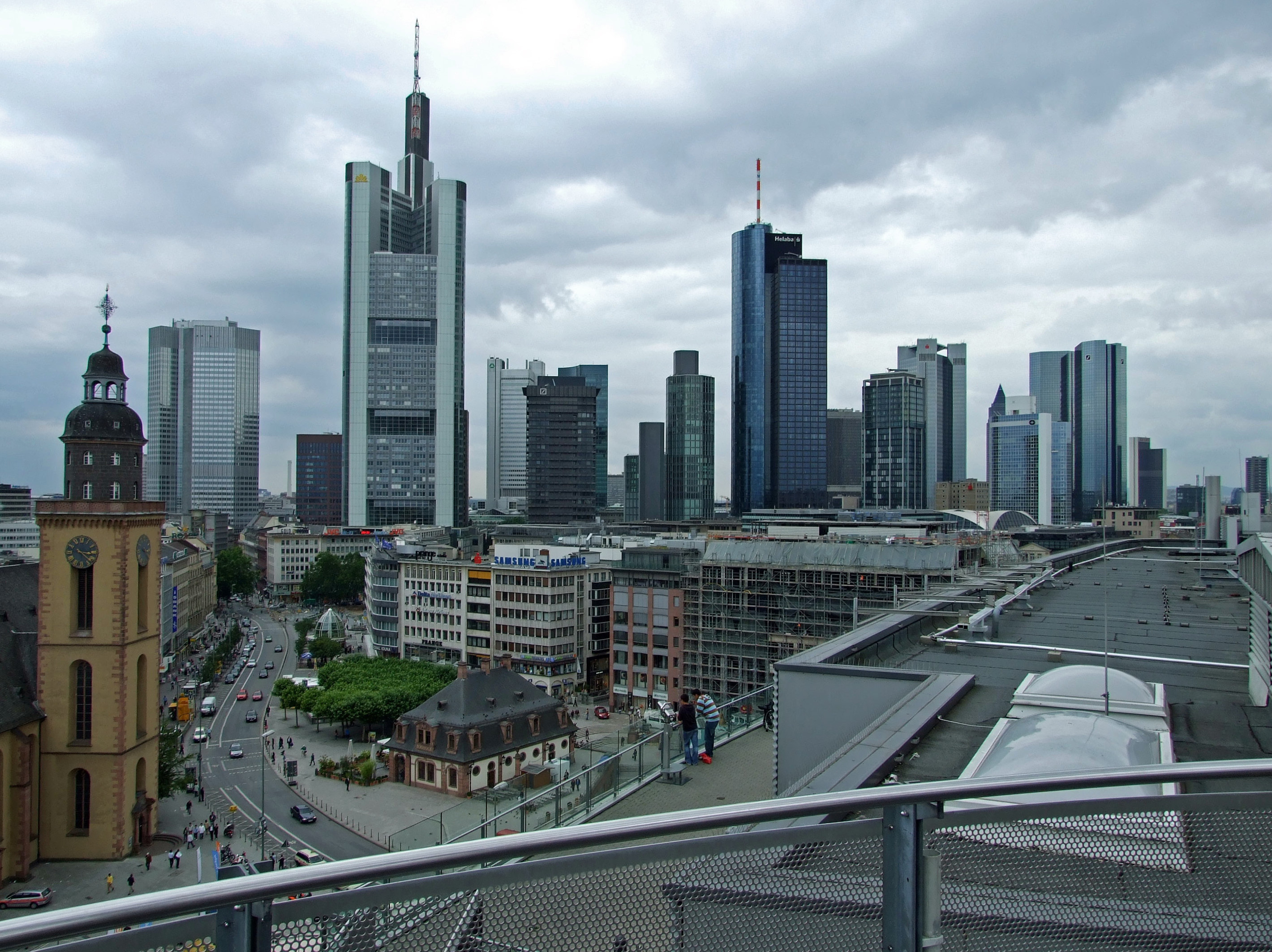
Vue sur les principaux bâtiments du quartier.

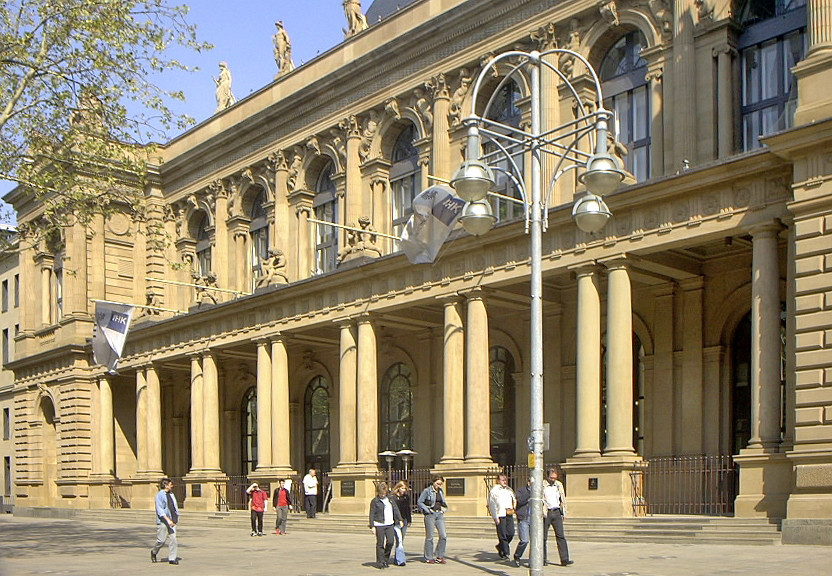
L'entrée de la Bourse.

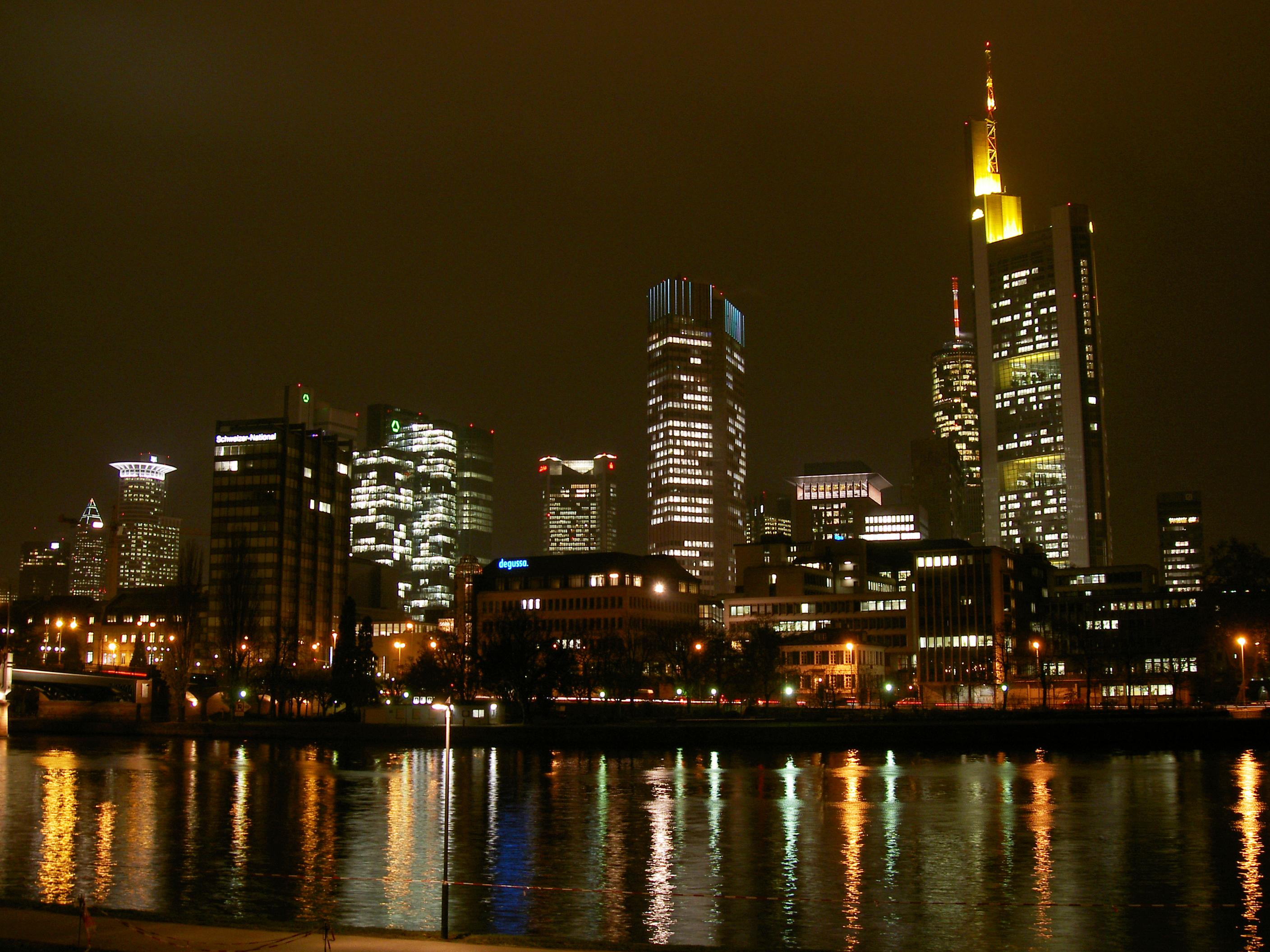
Francfort de nuit.

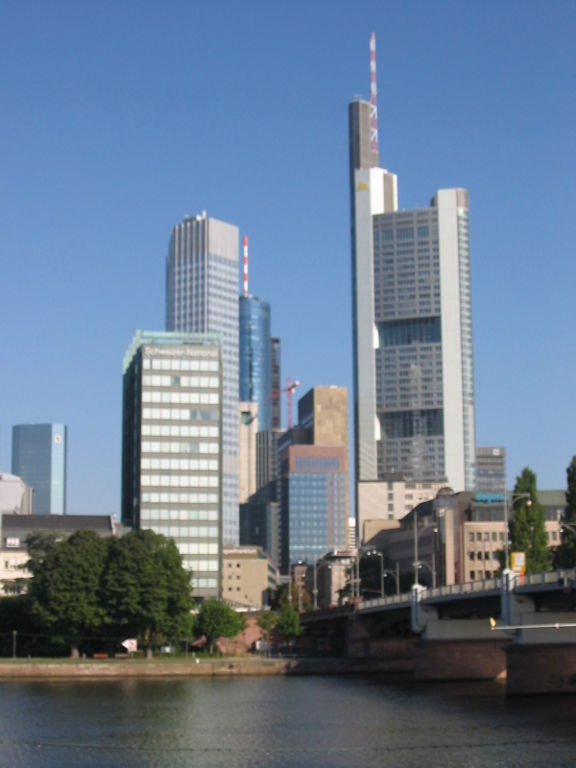

Le quartier d'affaires de Francfort-sur-le-Main (Bankenviertel) en Allemagne, est l'un des trois plus grands d'Europe (avec La Défense à Paris et Canary Wharf à Londres) concernant le nombre d'entreprises internationales qui y siègent. Les Allemands le surnomment parfois « Mainhattan » en référence au quartier new-yorkais de Manhattan.

## Banques
Le quartier abrite un nombre important de banques, dont les quatre plus grandes banques allemandes (Deutsche Bank, Commerzbank, Dresdner Bank et DZ Bank), ainsi que les banques ING Diba, KfW, BHF Bank, Bankhaus Metzler, Delbrück Bethmann Maffei, Deka Bank, Landesbank Hessen-Thüringen et Frankfurter Sparkasse. Le quartier abrite également la Banque centrale européenne depuis sa fondation, en 1998 et le siège de la Banque fédérale d'Allemagne. Au total, ce sont plus de 300 banques nationales et internationales qui se trouvent dans le quartier.

## Bourse
On trouve également la Bourse de Francfort, qui fait partie de la Deutsche Börse, et qui est la deuxième plus grande bourse en Europe après Londres et de loin la 1re bourse en Allemagne, représentant plus de 90 % du marché allemand.

## Géographie
Le quartier englobe l'ouest de la vieille ville et le quartier de la gare. Il est délimité par la Neuen Mainzer Strasse, la Junghofstrasse, la Grosse Gallusstrasse, la Mainzer Landstrasse et la Platz der Republik.
Les plus hauts gratte-ciel de Francfort et d'Allemagne se trouvent dans ce quartier : 
- la Commerzbank Tower
- la Messeturm
- le Westendtower
- la Main Tower
- la Silver Tower
- la Tour Trianon
- les Tours jumelles de la Deutsche Bank
- l'Eurotower
- le Plaza Büro Center
- le Skyper
- le City-Hochhaus
- le Frankfurter Büro Center
- la Tour Gallileo
- la Tour Pollux
- les Garden Towers
- la Messe-Torhaus
- l'AfE Turm
- la Japan Center
- la Park Tower (Francfort)
- la Tour IBC
- l'Eurotheum
- la Westend Duo
- la Commerzbank Trading center
- la Tour Union Investment

## Série télévisée
La série allemande Airport unité spéciale, dont l'action se situe à Francfort-sur-le-Main utilise dans son générique et ses césures dans les épisodes le panorama urbain de Bankenviertel.